# Marie Pasteur
Pour les articles homonymes, voir Pasteur et Laurent.
Marie Pasteur, née Marie Laurent le 15 janvier 1826 à Clermont-Ferrand et morte le 23 septembre 1910 à Arbois, est une assistante scientifique française et la collaboratrice de son mari, le chimiste et bactériologiste Louis Pasteur.

## Biographie
Marie Pasteur est la fille d'un recteur de l'académie de Strasbourg. Le 29 mai 1849 à Strasbourg, alors âgée de 23 ans, elle épouse Louis Pasteur, âgé de 26 ans. Le couple a cinq enfants dont trois meurent en bas âge : Jeanne (1850-1859) ; Jean-Baptiste (1851-1908) ; Cécile (1853-1866) ; Marie-Louise (1858-1934), épouse en 1879 René Vallery-Radot (1853-1933) et Camille (1863-1865).
Marie travaille ensuite comme secrétaire et rédactrice scientifique auprès de son mari, qu'elle assiste activement dans ses expériences scientifiques. Elle travaille avec lui à l'expansion de ses premières recherches, vers 1848, sur les remarques précédemment faites par Eilhard Mitscherlich à propos des différentes propriétés optiques de polarisation de l'acide tartrique lorsqu'il provient de vin naturel, de la lie de vin ou lorsqu'il est synthétisé en laboratoire. 
Les étudiants et collègues de Louis Pasteur ont reconnu l'importance qu'elle a eu pour lui dans son travail et comme son assistante. Elle élève d'abord les vers à soie dont il a besoin lors de ses expériences sur leurs maladies, puis prend soin des enfants sur lesquels il essaye son célèbre traitement expérimental. Elle déménage ensuite avec lui à l'Institut Pasteur, où elle continue à vivre après son décès.
Il semble que pendant plusieurs années, le cristallographe, physicien et mathématicien Jean Baptiste Biot, Marie Pasteur et le père de son époux, Jean Joseph Pasteur, assurèrent ensemble le soutien moral de Louis Pasteur. Par exemple, Biot écrit dans une lettre adressée au père de Louis : « Votre fils est aussi le nôtre, et nous partageons aussi avec Marie tout notre amour pour lui. ». Le philosophe Charles Chappuis, ami de Pasteur, a également participé à ce réseau de soutien autour du savant.

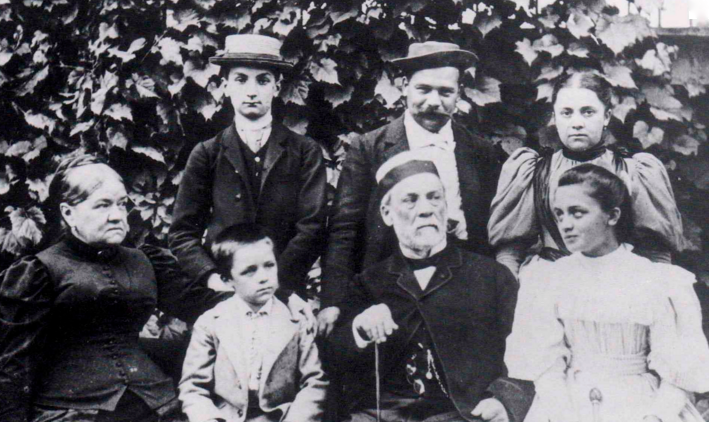
Au premier plan : Marie et Louis Pasteur avec leurs petits enfants Louis et Camille. Au second plan : Pierre Vallery-Radot, René Vallery-Radot et sa femme Marie-Louise Pasteur

Leur fille aînée, Jeanne, meurt d'une fièvre typhoïde à l'âge de 9 ans, à Arbois. Puis, en 1865, Camille, âgée de 2 ans, meurt d'une tumeur au foie, puis Cécile, âgée de 12 ans et demi, le 23 mai 1866 est à son tour victime de la typhoïde. Des enfants de Marie et Louis Pasteur, seuls Jean-Baptiste et Marie-Louise vivront jusqu'à l'âge adulte. Jean-Baptiste participera à la guerre franco-allemande de 1870 et deviendra diplomate.

## Postérité
Marie Pasteur est enterrée dans la crypte du Musée Pasteur au côté de son époux avec l'épitaphe extraite du code Justinien (livre IX, constitution dite de Gordien III) : « Socia rei humanæ atque divinæ » (litt. « compagne de la vie humaine et des choses divines »).
Une rue porte son nom à Bénodet.
En janvier 2025, l'université de Besançon et la communauté d'universités et établissements Université Bourgogne-Franche-Comté fusionnent au sein de l'Université Marie et Louis Pasteur.